# Fünf Fürstentümer von Karabach

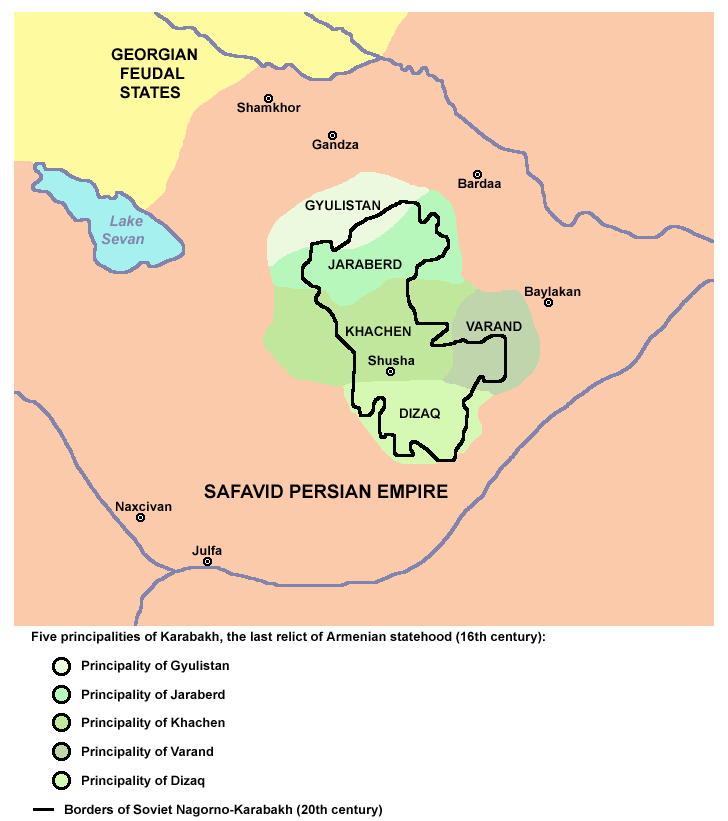
Fünf Fürstentümer von Karabach (Golestan, Dschraberd, Chatschen, Waranda und Disak), der letzte Rest armenischer Staatlichkeit im 16. Jahrhundert

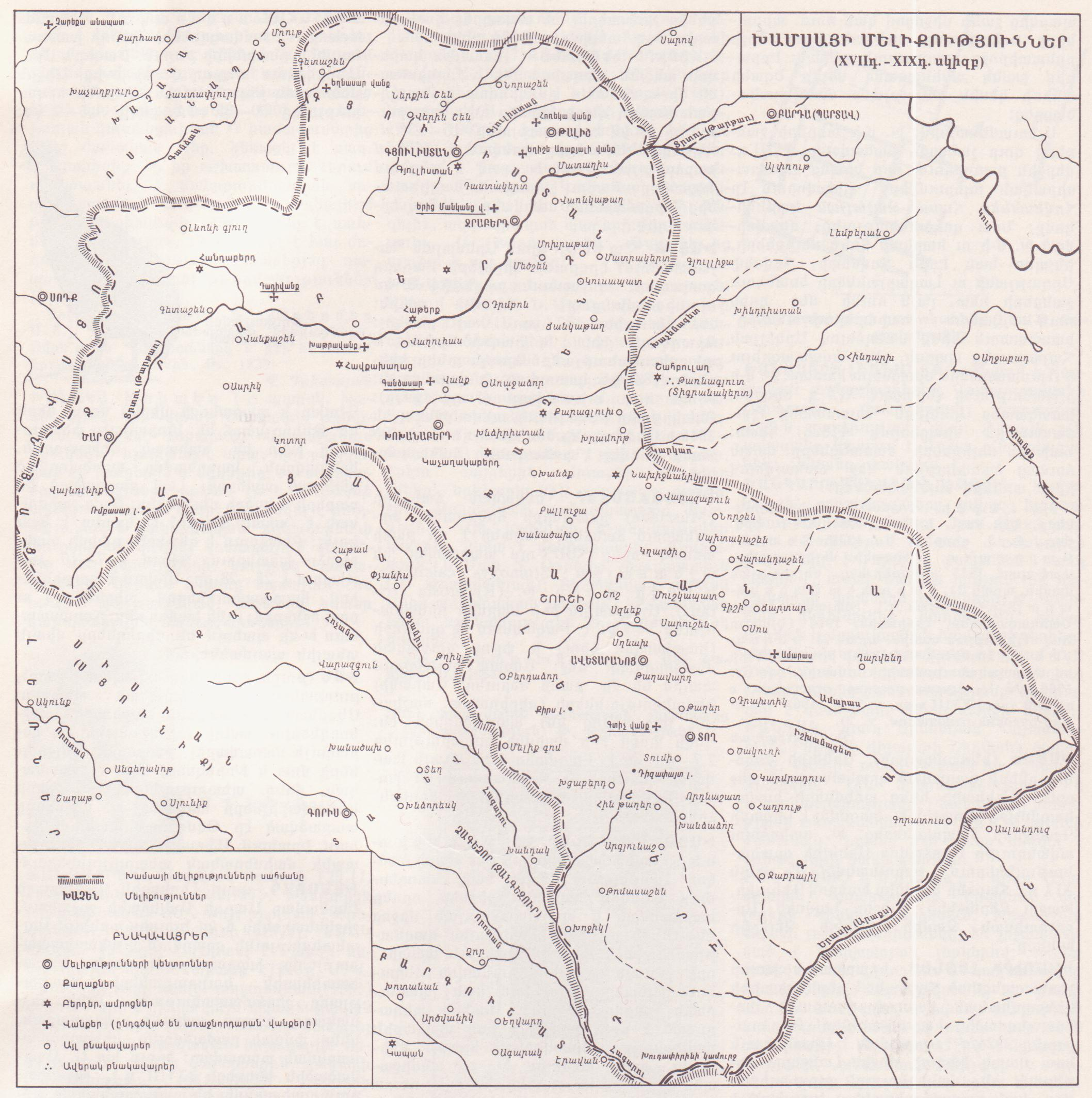
Gebiete der fünf Meliktümer 17.–19. Jahrhundert auf einer armenischen Karte (die südlichen und nordwestlichen Randgebiete gingen im Laufe des 18./ Anfang 19. Jahrhundert verloren). Zentren sind als Doppelkreise mit Majuskel-Beschriftung eingezeichnet.

Die Fünf Fürstentümer von Karabach, auch armenische Meliktümer von Karabach, Chams oder Machale Chamsse (armenisch Խամսայի մելիքություններ Chamsaji melikutjunner) waren armenische Fürstentümer im heutigen Bergkarabach und unmittelbar angrenzenden Gebieten vom Ende der Vorherrschaft des Fürstentums Chatschen im 15. Jahrhundert bis zur Eingliederung in das Khanat Karabach (Qarabağ) 1750 und endgültig durch die Abschaffung der ethnischen Fürstentümer im Russischen Kaiserreich 1822.

## Status
Die fünf Fürstentümer wurden auch Fürstentümer von Chamse oder einfach Chams (arabisch خمسة „fünf“) genannt. Die Herrscher trugen den Titel Melik (armenisch Մելիք, von arabisch ملك, „König“), der auch in anderen Gegenden beim Adel Ostarmeniens üblich war.
Nach dem Niedergang der armenischen Staatlichkeit durch die Landnahme der Seldschuken sowie infolge der Verheerungen durch Timur hatten die Fünf Fürstentümer unter sämtlichen armenischen Fürstentümern noch die größte Selbständigkeit, und sie sahen sich als die letzte Bastion armenischer Unabhängigkeit. Die fünf Fürstentümer hießen – in der Reihenfolge von Norden nach Süden – Golestan (Gulstan, Gulistan, Gülistan), Dschraberd (Tscharaberd), Chatschen, Waranda und Disak.

## Gesellschaftsstruktur
Die Meliks verfügten über von Centurionen geführte Armeen, eigene Burgen und Festungen, die als militärisches System Syghnach bekannt waren. Zwei große Syghnach wurden von allen Meliks von Karabach unterhalten: Einer befand sich in den Maliktümern Golestan, Dschraberd und Chatschen und stützte sich auf die Festungen Golestan, Dschraberd, Hawkachaghaz, Ischchanaberd, Katschaghakaberd und Lewonaberd (Handaberd), der andere in den Meliktümern Waranda und Disak auf die Festungen Schuschi, Togh and Goros. Beide Syghnach waren Teil eines Verteidigungssystems, das auf die Zeiten des Königreichs Arzach zurückging.
Das Verhältnis zwischen Melik und Untergebenen entsprach militärischen Rängen und war nicht feudal. Die Bauern waren frei und besaßen oft auch Land.

## Fürstenhäuser
Die Fürstenfamilien der Chamsa waren Abkömmlinge des Hauses Hassan-Dschalaljan von Chatschen, die wiederum auf die Könige des mittelalterlichen Arzach zurückgeführt wurden. Das Russische Kaiserreich erkannte durch kaiserliche Urkunde von Paul I. von Russland vom 2. Juni 1799 die Souveränität der fünf armenischen Fürsten in ihrem Fürstentum an.
Die herrschenden Fürstenfamilien waren:
- in Golestan Melik Beglarjan,
- in Dschraberd Melik Israeljan, ab Ende des 18. Jahrhunderts Allahwedjan, ganz zuletzt Atabekjan
- in Chatschen Melik Hassan-Dschalaljan,
- in Waranda Melik Schahnasarjan,
- in Disak Melik Awanjan.

Das Haus Hassan-Dschalaljan, welches das Fürstentum Chatschen regierte und auch auf die Könige von Aghwank (Albania) zurückgeführt wurde, hatte auf Grund seiner langen Geschichte als Fürstentum eine besondere Stellung unter den Chamsa. Sie symbolisierten die Verbindung zwischen dem legendären Patriarchen und Urvater der Armenier Hayk, Urenkel des Noah und der „heilenden Herrscher“, die Armenien im Mittelalter regierten. Das Haus Hassan-Dschalaljan führte seine Herkunft auf die armenische Dynastie Arranschahik zurück, die vor den parthischen Arsakiden in der Region präsent war. Laut Robert H. Hewsen war das Haus Hassan-Dschalaljan „fast ausschließlich“ armenischer Herkunft.
Hassan-Dschalals Großvater war Hassan I. (oder Hassan der Große), der über die nördliche Hälfte von Arzach herrschte. 1182 dankte er als Fürst ab und begann ein Leben als Mönch im Kloster Dadiwank und teilte sein Land unter seinen beiden Söhnen auf: Die Südhälfte mit dem Großteil von Chatschen ging an den älteren Sohn Wahtang II. (auch Tangik genannt), während die Nordhälfte an den jüngeren Sohn Gregor (Krikor) „den Schwarzen“ ging. Wahtang II. heiratete Chorischah Zakarjan, Tochter des Sargis Zakarian, von dem die Zakariden-Linie der armenischen Fürsten von Georgien ausging. Als er die Tochter des Arranschahik-Königs von Dizak-Balk, Mamkan, heiratete, erbte Hassan-Dschalal auch das Land seines Schwiegervaters.
Im Mittelalter teilte sich die Familie Hassan-Dschalaljan in zwei von ihren Aufgaben her getrennte und doch verbundene Linien: Fürsten, die das Meliktum von Chatschen regierten, und Kleriker, die den Thron des Katholikos von Aghwank im Kloster Gandsassar der Armenischen Apostolischen Kirche besetzten. Der geistliche Zweig der Familie war besonders wichtig. 1441 sorgte ein militärischer Befehlshaber aus der Familie Hassan-Dschalaljan im Dienste der Qara Qoyunlu dafür, dass der Heilige Stuhl der Armenischen Apostolischen Kirche von Sis in Kilikien an seinen ursprünglichen Ort im armenischen Etschmiadsin zurückkehrte. Kurz darauf wurde Grigor X Dschalalbegjanz (1443–1465) vom geistlichen Zweig der Familie Hassan-Dschalaljan als Katholikos Aller Armenier in der Kathedrale von Etschmiadsin eingesetzt.

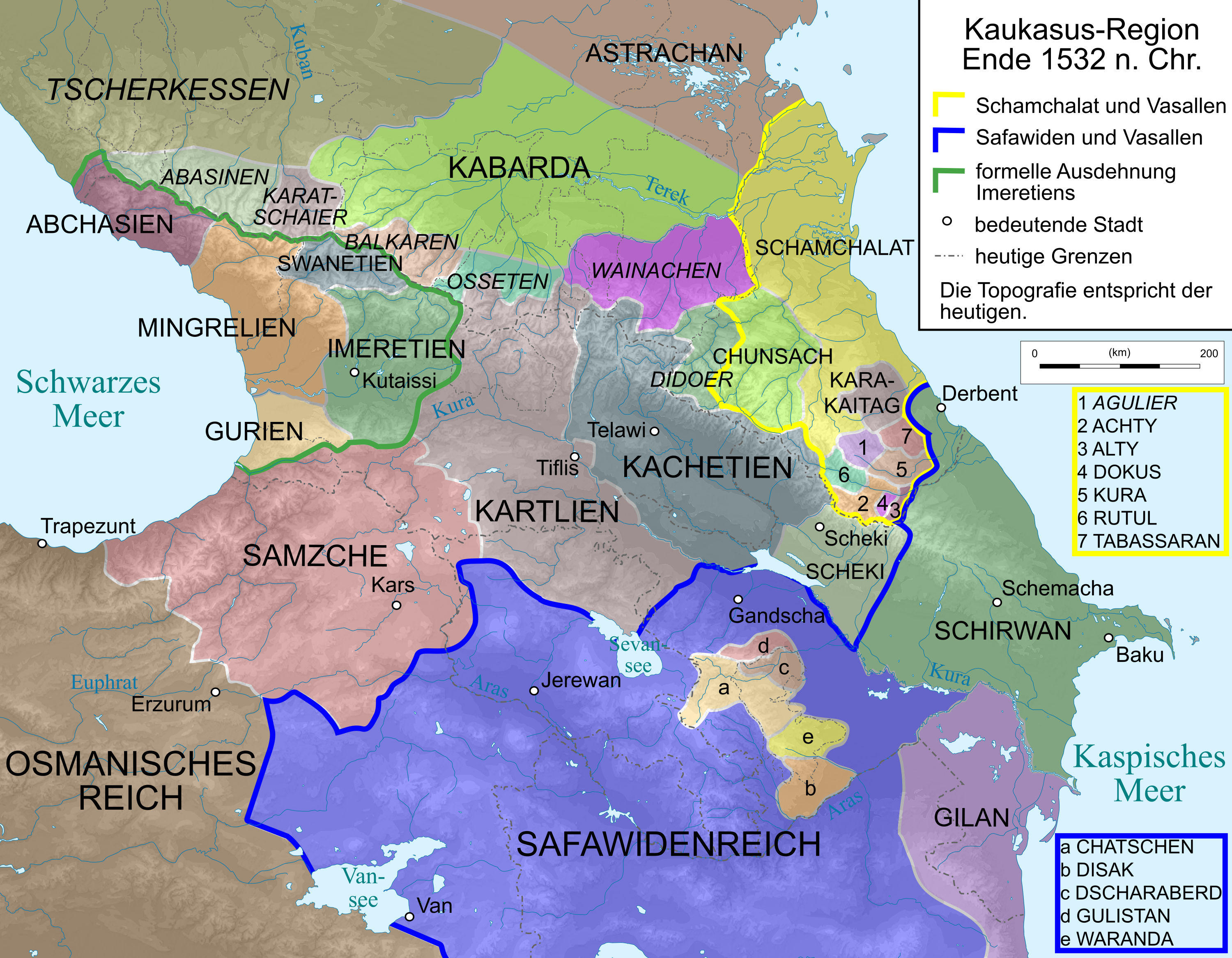
Die fünf Meliktümer in Karabach (a, b, c, d, und e) als autonome Vasallen der persischen Safawiden in der Staaten- und Stammeswelt Kaukasiens 1532

Die Fürstentümer von Karabach sahen sich als direkte Abkömmlinge des Königreichs Armenien und wurden als solche auch von fremden Mächten anerkannt.
Die armenischen Meliks hatten bis Mitte des 18. Jahrhunderts in ihren Fürstentümern volle Souveränität. Der autonomome Status der armenischen Fürsten von Karabach wurde auch von den aufeinander folgenden Herrschern von Persien bestätigt. 1603 erkannte Schah Abbas I. ihre Teilselbständigkeit durch ein eigenes Edikt an.
Anfang des 18. Jahrhunderts entzog der persische Herrscher Nadir Schah Karabach der Kontrolle der Khans von Gandscha, um diese für ihre Unterstützung für die Safawiden zu bestrafen, und stellte es unter seine eigene Kontrolle.

## Widerstandsbewegungen im 17. und 18. Jahrhundert
In den Jahren 1726 und 1727 leisteten Adel und Bauern in Chatschen und den anderen armenischen Fürstentümern gemeinsam Widerstand gegen einfallende osmanische Truppen. Der russische Fürst Dolgoruki berichtete mit Erstaunen, wie die geringen armenischen Streitkräfte einer Übermacht von 40.000 türkischen Soldaten standhielten. Ein Bündnis mit dem späteren persischen Herrscher Nadir Schah führte schließlich zum Sieg über die Türken und zu einer Autonomie der Machale Chamsse („vereinigtes Land der fünf Meliken“) unter persischer Oberherrschaft.
Im 17. und 18. Jahrhundert wurde Bergkarabach zu einem Zentrum für Bestrebungen, wieder einen unabhängigen armenischen Staat zu errichten. Es gab Vorstellungen, dass mehr oder weniger selbständige armenische Fürstentümer in Arzach und Sjunik als Verbündete Georgiens durch Russland und andere europäische Mächte geschützt werden könnten. Rivalitäten unter den Maliks verhinderten jedoch, dass sie zu einer stärkeren Macht wurden. 1678 rief Katholikos Hakob Dschughajezi (Jakob von Dschugha, 1655–1680) zu einem geheimen Treffen in Etschmiadsin auf, zu dem er mehrere Meliks und führende Geistliche einlud. Er schlug vor, eine Delegation nach Europa zu entsenden, doch starb er kurz darauf, so dass der Plan aufgegeben wurde. Einer der Delegierten, ein junger Mann namens Israel Ori, Sohn des Melik Hajkasjan von Sangesur, reiste nach Venedig und weiter nach Frankreich, wo er in der Armee Ludwig XIV. diente. Er versuchte, den Pfälzer Kurfürsten Johann Wilhelm (1658–1716), Papst Innozenz XII. und den Kaiser von Österreich davon zu überzeugen, Armenien von der Fremdherrschaft zu befreien und sandte zu diesem Zweck viel Geld an die Truppen der armenischen Fürstentümer von Karabach, doch starb er 1711, ohne Erfolge seiner Bemühungen zu erleben.
Eine Rolle bei Unabhängigkeitsbestrebungen der Armenier in Karabach spielte auch Movses Baghramian, der den armenischen Patrioten Joseph Emin (1726–1809) aus Hamadan begleitete und versuchte, Unterstützung der armenischen Meliks von Karabach zu gewinnen.

## Das Ende: Eingliederung ins Khanat Karabach 1750
In der zweiten Hälfte des 18. Jahrhunderts verbündete sich der Melik Schahnasar von Waranda mit Panah Ali Khan (1693–1761), dem Begründer des Khanat Karabach, gegen die anderen armenischen Meliks und verhalf so dem Khan zur Zerschlagung der armenischen Selbständigkeit in Karabach. So gelang es Panah Ali Khan, die Chamsa zu unterwerfen, und 1750 wurden die fünf armenischen Fürstentümer in das Khanat Karabach eingegliedert.

## 1813: Karabach wird Teil Russlands
Durch den Vertrag von Golestan 1813, abgeschlossen im Sitz des nördlichsten der einstigen fünf armenischen Fürstentümer, musste Persien den Großteil seiner Besitzungen nördlich des Arax an Russland abtreten. So wurde auch das bisherige Khanat Karabach Teil des Russischen Kaiserreichs. Unter russischer Herrschaft vermochten Angehörige der Melik-Familien, ihre Rechte zu wahren, und einige wurde hochrangige Offiziere in der Kaiserlichen Russischen Armee.

## In Literatur und Kunst
Die Meliks von Karabach dienten als Vorlage für die historischen Romane Die fünf Meliktümer (1882) und David Bek (1882) vom in Nordwestiran geborenen armenischen Schriftsteller Raffi (Hakob Melik-Hakobian, 1835–1888), für die Oper David Bek (1950) von Armen Tigranian und den Roman Mkhitar Sparapet (1961) von Sero Khanzadyan. 1944 wurde der Film David Bek fertiggestellt. 1978 drehte Armenfilm in Zusammenarbeit mit Mosfilm einen weiteren Film über David Bek und Mchitar Sparapet mit dem Titel Stern der Hoffnung.